# صفة جزيرة العرب
صفة جزيرة العرب كتاب وضعه الرحالة والجغرافي أبو محمد الهمْداني في القرن الرابع الهجري (العاشر الميلادي)، يصف فيه جغرافية الجزيرة العربية وحياتها النباتية ويعدّ ما فيها من القرى والقبائل، كما يقيّم فيها «فصاحة» المناطق المختلفة، وفيها ذكر مشهور لقبيلة في اليمن كانت ما تزال تتحدث بلغة عربية جنوبية، سماها المؤلف «حميرية».
وهو أشهر مؤلفات الهمداني بعد الإكليل، وهو من آخر كتب الهمداني تأليفاً، فقد ذكر فيه (الإكليل) و (اليعسوب)، و (أسرار الحكمة) في الفلك. طبع لأول مرة في مطبعة بريل في ليدن سنة 1884م في مجلدين: يشتمل الأول على الكتاب وفهارسه، والثاني: تعليقات على الكتاب، ودراسات عن مخطوطاته الخمس (المتوفرة آنذاك) واختلافاتها، بتحقيق داود دافيد هاينرش مولر. وأعاد طبعه محمد بن بليهد بمصر سنة 1953م. ثم طبع بتحقيق القاضي الأكوع سنة 1974م، واعتمد فيها الطبعتين السابقتين، ونسخاً مخطوطة للكتاب، لم يطلع عليها أصحاب تلك الطبعتين، بالإضافة إلى (أرجوزة الرداعي) لصلتها بموضوع الكتاب.
ونبه الأكوع إلى وقوع نقص في أصول الكتاب المخطوطة، قال: وبرهان ذلك قول الهمداني: (والثاني وادي أبين....وقد ذكرناه) والحال أنه لم يذكره. كما وضع أمثله عدة، تأكد نقص في المخطوطات.
المزيد من المعلومات:
صفة جزيرة العرب، لأبي محمد الحسن بن أحمد الهَمْدانيّ (334هـ).
مجمع العربية السعيدة